# Chanel

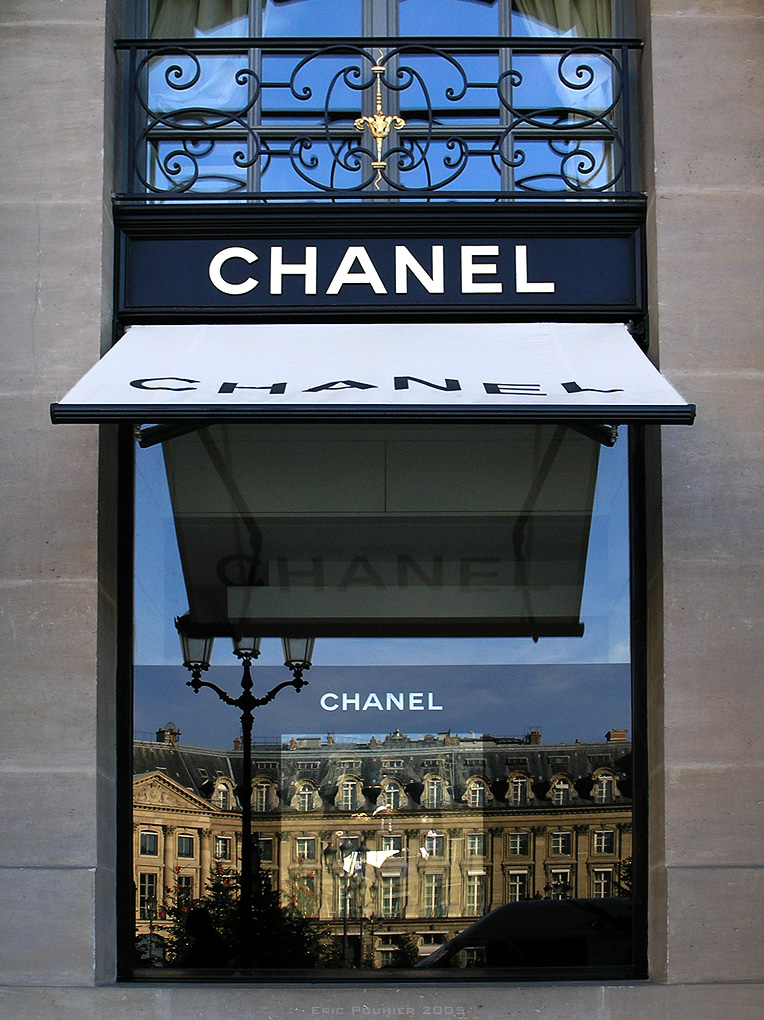
Siedziba Chanel w Paryżu

Chanel SA – francuski dom mody, założony przez Coco Chanel w 1909 roku w Paryżu.

## Historia
Pierwszy sklep, otwarty w Paryżu przy Rue Cambon w 1913 roku, przemianowany został w 1919 roku na Dom Mody Chanel. Projektant Paul Poiret był jednym z głównych „konkurentów” dla Coco Chanel w tamtejszym czasie. 
W roku 1921 Coco Chanel stworzyła Chanel No. 5 - połączenie róży, jaśminu i aldehydy.
W latach 30. XX wieku w ubraniach Chanel pokazywały się kobiety z europejskich rodzin szlacheckich oraz zamożnych rodów m.in. Marie-Hélène de Rothschild. Wkrótce w kreacjach Chanel chodziły gwiazdy Hollywood m.in. Marlene Dietrich i Greta Garbo. Coco Chanel zaproponowano milion dolarów za stworzenie kostiumów na zlecenie Studio-Boss Samuel Goldwyn.
Chanel w ciągu 100 lat istnienia stał się jednym z najważniejszych domów mody. Każda kolekcja ubrań staje się hitem i motywem przewodnim danego sezonu, przez co Chanel uważany jest za wyznacznik mody, oraz za jedną z najbardziej luksusowych wpływowych marek świata.
Od 1983 do momentu swojej śmierci w 2019 Domem Mody Chanel kierował jeden z najbardziej wpływowych projektantów świata, Karl Lagerfeld.
Na całym świecie Chanel SA prowadzi około 310 butików Chanel; 94 w Azji, 70 w Europie, 10 na Bliskim Wschodzie, 128 w Ameryce Północnej, 1 w Ameryce Środkowej, 2 w Ameryce Południowej i 6 w Oceanii.

## Tożsamość marki
Logo Chanel składa się z dwóch splecionych, przeciwstawnych liter — C, jednej skierowanej w lewo, a drugiej w prawo. Logotyp został przekazany Chanel przez Château de Crémat w Nicei i nie został zarejestrowany jako znak towarowy, dopóki nie powstały pierwsze sklepy Chanel. Logo stało się jednym z najbardziej rozpoznawalnych na świecie, a także symbolem prestiżu, luksusu i elegancji.
Na całym świecie Chanel SA prowadzi około 310 butików Chanel: 94 w Azji, 70 w Europie, 10 na Bliskim Wschodzie, 128 w Ameryce Północnej, 1 w Ameryce Środkowej, 2 w Ameryce Południowej i 6 w Oceanii. Sklepy znajdują się zwykle w domach towarowych, przy głównych ulicach, dzielnicach handlowych i na lotniskach. W 2015 roku firma zapłaciła rekordową kwotę 152 milionów dolarów za 400 North Rodeo Drive w Beverly Hills. To najdroższa kwota zapłacona za powierzchnię handlową w Los Angeles. W październiku 2020 roku firma kupiła swój flagowy butik przy Bond Street w Londynie za 310 milionów funtów.

### Znaki towarowe
Znaki towarowe Chanel w Stanach Zjednoczonych zostały zarejestrowane w Urzędzie Patentów i Znaków Towarowych Stanów Zjednoczonych (USPTO) 18 listopada 1924 r. Wówczas Chanel, Inc. złożyła wniosek o znak towarowy złożony z nazwy Chanel oraz wzoru CC w logotypie (zazębiających się przeciwstawnych liter). W tym czasie znaki towarowe były rejestrowane tylko dla produktów perfumeryjnych, toaletowych i kosmetycznych w pierwszej klasie metali nieszlachetnych i ich stopów. Chanel dostarczyła USPTO opis pudru do twarzy, perfum, wody kolońskiej, wody toaletowej, szminki i różu. Znaki towarowe Chanel zostały przyznane 24 lutego 1925 r. z numerami seryjnymi 71205468 i 71205469. 
Pierwsze zgłoszenie znaku towarowego dla perfum Chanel No. 5 miało miejsce 1 kwietnia 1926 r. Pierwsze ich użycie komercyjne określono wówczas na 1 stycznia 1921 r. Natomiast rejestracji dokonano 20 lipca 1926 r., pod numerem seryjnym 71229497.

### Zwalczanie podróbek
Produkty marki Chanel są częstym celem fałszerzy. Autentyczna, klasyczna torebka Chanel kosztuje około 4150 dolarów amerykańskich, podczas gdy podróbka kosztuje zwykle około 200. Od lat 90. wszystkie oryginalne torebki Chanel są numerowane.
W 2018 roku Chanel złożył pozew w Federalnym Sądzie Okręgowym Południowego Dystryktu Nowego Jorku, twierdząc, że RealReal hostował podrobione (fałszywe) produkty Chanel na swojej stronie internetowej i sugerował klientom, że istnieje między nimi powiązanie.
Ze względu na dużą liczbę podróbek, dział prawny Chanel założył stronę internetową, aby edukować konsumentów na temat „Rozpoznawanie fałszywych i autentycznych produktów CHANEL”. Wielu blogerów modowych rozpowszechnia informacje na temat rozpoznawania podróbek przedmiotów luksusowych, takich jak produkty Chanel.